# Maria Dobromilska
Maria Dobromilska (ur. 1927 w Samborze, zm. 10 stycznia 2022 w Gryfinie) – pedagog, pierwsza polska nauczycielka w Gryfinie, siostra Włodzimierza Dobromilskiego, byłego dyrektora Teatru Lalek „Pleciuga” w Szczecinie.
Urodziła się w 1927 roku w Samborze (obecnie na Ukrainie). W sierpniu 1945 roku wraz z rodziną została przesiedlona na Ziemie Zachodnie. Zamieszkała w Gryfinie w domu przy ul. Flisaczej, w którym mieszkała do końca swojego życia.
5 grudnia 1945 roku rozpoczęła pracę w Szkole Podstawowej nr 1 im. Marii Dąbrowskiej w Gryfinie. W 1949 roku zdała maturę i ukończyła Wyższy Kurs Nauczycielski. W 1964 roku ukończyła studia pedagogiczne na Uniwersytecie Warszawskim.
Po ukończeniu kursu bibliotekarskiego utworzyła bibliotekę szkolną, do której przekazała szereg tomów z księgozbioru rodzinnego. Była organizatorem konkursów literackich i spotkań z pisarzami, m.in. z Gustawem Morcinkiem, Marią Dąbrowską, Januszem Meissnerem i Ksawerym Pruszyńskim. Inicjatorka powstania szkolnego koła PCK, organizatorka teatru szkolnego i propagatorka aktywności krajoznawczej wśród dzieci.
W 1958 roku została członkiem Powiatowej Komisji Turystyczno-Krajoznawczej.
W 1968 roku została kierownikiem Poradni Wychowawczo-Zawodowej w Gryfinie. W kolejnych latach pełniła w nim funkcję dyrektora, aż do momentu przejścia na emeryturę w roku 1982. W 1972 roku powołała działający przy poradni Klub Nauczycieli Nowatorów.
Ostatni raz swój dom opuściła 5 września 2020 roku w dniu koronacji obrazu „Hołd stanów polskich Matce Bożej Królowej Korony Polskiej” w kościele pw. Narodzenia Najświętszej Marii Panny w Gryfinie.
W czerwcu 2020 roku zarejestrowano w postaci wideo jej wspomnienia w ramach projektu Gryfińskie Archiwum Mówione, a przy wejściu do Szkoły Podstawowej nr 1 w Gryfinie zainstalowano tabliczkę z kodem QR odsyłającym do tego nagrania.
Zmarła 10 stycznia 2022 roku w Gryfinie.